# Condado de Turner (Georgia)
El condado de Turner (en inglés: Turner County), fundado en 1905, es uno de 159 condados del estado estadounidense de Georgia. En el año 2000, el condado tenía una población de 9,474 habitantes y una densidad poblacional de 13 personas por km². La sede del condado es Ashburn.

## Geografía
Según la Oficina del Censo, el condado tiene un área total de 751 km² (290 mi²), de la cual 741 km² (286,1 mi²) es tierra y 10 km² (3,9 mi²) (1.32%) es agua.

### Condados adyacentes
- Condado de Wilcox (noreste)
- Condado de Ben Hill (este)
- Condado de Irwin (este-sureste)
- Condado de Tift (sureste)
- Condado de Worth (suroeste)
- Condado de Crisp (noroeste)

## Demografía
Según el censo de 2000, había 9474 personas, 3435 hogares y 2538 familias residiendo en la localidad. La densidad de población era de 13 hab./km². Había 3916 viviendas con una densidad media de 5 viviendas/km². El 20.98% de los habitantes eran blancos, el 70.37% afroamericanos, el 0.15% amerindios, el 0.33% asiáticos, el 0.01% isleños del Pacífico, el 1.81% de otras razas y el 0.56% pertenecía a dos o más razas. El 2.57% de la población eran hispanos o latinos de cualquier raza.
Los ingresos medios por hogar en la localidad eran de $25 676, y los ingresos medios por familia eran $31 445. Los hombres tenían unos ingresos medios de $25 694 frente a los $18 472 para las mujeres. La renta per cápita para el condado era de $13 454. Alrededor del 26.7% de la población estaban por debajo del umbral de pobreza.

## Transporte

### Principales carreteras
- Interestatal 75
- U.S. Route 41
- Ruta Estatal de Georgia 32
- Ruta Estatal de Georgia 107
- Ruta Estatal de Georgia 112
- Ruta Estatal de Georgia 159

## Localidades
- Ashburn
- Rebecca
- Sycamore